# 湖北能源
湖北能源集团股份有限公司（深交所：000883，简称：湖北能源）于2005年2月由清江水电投资公司和湖北电力开发公司合并而成，并于2008年实行股份制改造，变更为股份有限公公司。目前以水电、火电、核电、新能源、天然气、煤炭和金融为主要业务。2020年12月，其位于黄冈市的子公司被评为黄冈百强企业。

## 事件
湖北能源在其控股股东中国三峡集团已向湖北省捐款1.3亿元的基础上，再次对湖北省相关县（市、区）捐款1300万元，以支持抗击新型冠状病毒感染的肺炎疫情。
2020年9月30日，湖北能源董事长田泽新称因工作原因而辞职，钟儒耀董事也因工作原因在8月13日宣布辞职，并且公司称这些事件并不影响公司运营。

## 奖项
“全国五一劳动奖状”、“全国优秀基层党组织”、“中国服务业企业500强”、“湖北百强企业”、“湖北省工业先进企业”、“湖北省国有企业改革先进单位”、“湖北省守合同重信用企业”、“湖北省国有企业改革发展30周年优秀企业”、“湖北省最佳文明单位”